# Mies Elout-Drabbe

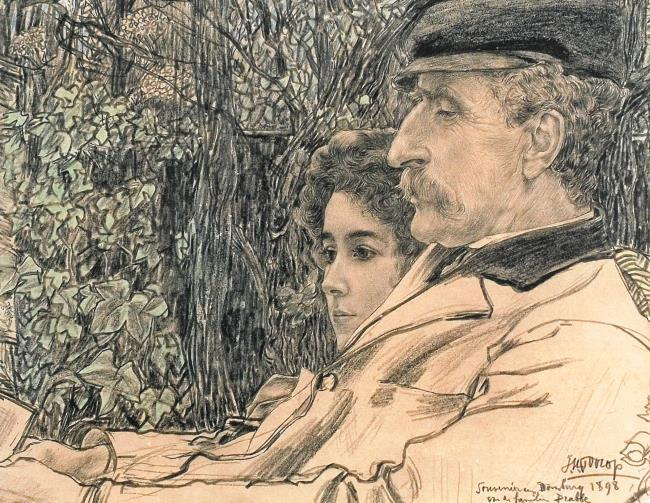
Jan Toorop: Doppelporträt von Johan Drabbe (1839–1916) und seiner Tochter Mies (1875–1956), datiert 1898

Marie Jeanette Sophie Lucie („Mies“) Elout van Soeterwoude-Drabbe (* 4. März 1875 in Utrecht; † 24. Mai 1956 in Ellecom, Rheden (Niederlande)) war eine niederländische Malerin und Zeichnerin.

## Biografie
Marie Jeanette Sophie Lucie Drabbe, bekannt als Mies Elout-Drabbe, war das jüngste von vier Kindern (zwei Jungen und zwei Mädchen) von Johan Drabbe (1839–1916), Berufsoffizier, später Schulaufseher, und seiner Frau Louisa Helena Boogaert (1836–1915), Tochter eines Kaufmanns aus Zeeland. Bedingt durch den Beruf des Vaters zog die Familie oft um und die Kinder verbrachten ihre Kindheit in Utrecht, Maastricht, Gorinchem und Amsterdam. Sie wurden künstlerisch gefördert. Mies spielte Klavier und sie und ihr Bruder Johan zeichneten und malten. Ihre Schwester Henriëtte wurde später als Dichterin bekannt. 1890 zog die Familie nach Arnheim, wo Mies die „Middelbare meisjesschool“ besuchte und mit Bine de Sitter eine lebenslange Freundin kennenlernte. Nach dem Ausscheiden des Vaters aus dem Militärdienst wurde die Familie 1895 in Domburg sesshaft, das sie durch Ferienaufenthalte bei Louisa Helena Boogaerts Mutter kannten.
Ihren ersten Unterricht erhielt Mies Elout bei dem Maler Willem Schütz in Middelburg. Sie fertigte Stillleben in Aquarell, Porträts sowie Landschaftsskizzen von ihren Spaziergängen in und um Domburg. 1898 lernte Mies Drabbe den Maler Jan Toorop kennen, dem sie bis zu seinem Tod 1928 freundschaftlich verbunden blieb. Er machte bis 1922 häufige Besuche in Domburg, um dort zu arbeiten. Auf seine Vermittlung hin belegte Mies 1899 bis 1901 zwei Winterkurse in Modellmalerei an der Koninklijke Academie van Beeldende Kunsten in Den Haag. Er war der Künstler, der ihr ein Gefühl für die Teilung der Oberfläche, für Schatten und das Zusammenspiel von Linien vermittelte. Sie wird oft als Schülerin von Toorop erwähnt, aber auch Piet Mondrian hatte einen Einfluss auf sie.

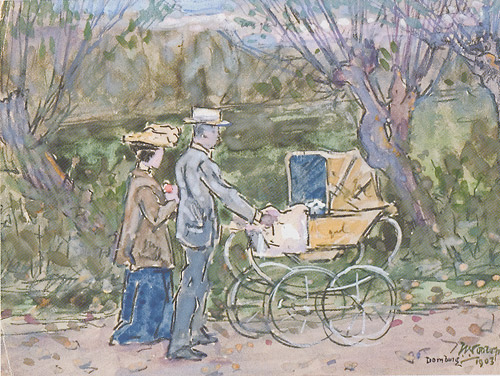
Jan Toorop: Mies Drabbe und Paul Elout, 1903

Im Mai 1902 heiratete Mies Drabbe Paulus Johannes Elout van Soeterwoude (1873–1956), den Sohn eines ehemaligen Domburger Bürgermeisters. Das Paar lebte einige Monate im belgischen Sint-Amandsberg und ließ sich im März 1903 dauerhaft in Domburg nieder. Elout wurde Direktor der Domburgsche Zeebadinrichting (Seebad-Institut Domburg). Im April 1903 wurde ihr Sohn François Johan geboren, der im April 1904 starb, zwei Monate vor der Geburt des zweiten Sohnes, François Henri Johan (Frans).
Mies Elout-Drabbe unterhielt in Domburg einen regen Austausch über Kunst, Literatur und Theosophie mit den dortigen Malern, Schriftstellern und Komponisten. Sie traf sich mit ihren engsten Freunden, darunter Toorop, Piet Mondriaan, der Schriftsteller Arthur van Schendel und Richard Roland Holst, regelmäßig in ihrem Malatelier oder im Haus von Bine de Sitter, die ab 1910 ebenfalls in Domburg lebte. Daneben sorgte sie für ihre Familie und ihre Eltern.
Neben dem künstlerischen Bedürfnis war ihre Arbeit auch eine willkommene Einnahmequelle. Dazu nahm sie Porträtaufträge an und stellte gelegentlich auf (Verkaufs-)Ausstellungen aus, hauptsächlich auf Walcheren, aber auch außerhalb. Von 1909 bis 1911 nahm sie als auswärtiges Mitglied an den Mitgliederausstellungen der Kunstenaarsvereniging Sint Lucas in Amsterdam teil. Zusammen mit ihrem Freund Jan Toorop und mit Hilfe von Kollegen wie Ferdinand Hart Nibbrig und Jan Heyse organisierte sie die berühmten Domburger Kunstausstellungen, die zwischen 1911 und 1921 stattfanden. Neben den Organisatoren nahmen etwa Maler wie Piet Mondriaan, Jacoba van Heemskerck, Charley Toorop oder Lucie van Dam van Isselt (eine Nichte von Elout-Drabbe), teil. 1912 trat sie in die Zeeuwsch Genootschap der Wetenschappen ein, wurde in den 1920er Jahren Mitglied des „Kunstkring Het Zuiden“ in Vlissingen und war von 1919 bis 1952 Vorstandsmitglied der „Vereeniging Voor de Kunst“ in Middelburg.
Außerhalb der Hochsaison lebte Mies Elout-Drabbe eher zurückgezogen, zeichnete und malte in ihrem eigenen Atelier. Gelegentlich besuchte sie Freunde und Verwandte in den Niederlanden, aber auch Mondrian in Paris und Van Schendel und seine Frau in Italien. Ende 1926 reiste sie nach Singapur, wo ihr Sohn Frans lebte. Während des Zweiten Weltkriegs lebte sie gezwungenermaßen noch isolierter, da im August 1942 alle Personen, die nicht in Domburg arbeiteten, den Ort verlassen mussten, darunter ihre Freundin Bine de Sitter und Elout-Drabbes Bruder Piet. Nach dem Krieg verschlechterten sich Gehör und Sehkraft von Elout-Drabbe zunehmend. Sie arbeitete aber weiterhin und fertigte auch Porträts im Auftrag. 1955 zogen Elout-Drabbe und ihr Mann in eine von ihrer Nichte geleiteten Klinik in Ellecom. Sie starb 1956 im Alter von 81 Jahren wenige Tage nach ihrem Mann und wurde mit ihm in Domburg beerdigt.

## Werk
Zu Elout-Drabbes Hauptwerk gehören Porträts, farbintensive Landschaften, Seestücke, Stillleben sowie Figuren- und Tierbilder. Sie arbeitete in Öl, Bleistift und Pastell. Von Jan Toorop übernahm sie Elemente des Pointillismus und Divisionismus, während ihr Werk im Allgemeinen naturalistisch blieb. Werke von ihr befinden sich unter anderem im Koninklijk Instituut voor de Tropen / Tropenmuseum in Amsterdam, dem Kunstmuseum Den Haag, dem Marie Tak van Poortvliet Museum in Domburg und dem Zeeuws Museum in Middelburg. Bilder von ihr wurden 1996 in der Wanderausstellung Aufbruch zur Farbe. Luministische Malerei in Holland und Deutschland im Kunstmuseum Ahlen, im Clemens Sels Museum Neuss und im Bonner August-Macke-Haus gezeigt. 2004 wurde ihr und ihrem Freundeskreis eine Ausstellung im Marie Tak van Poortvliet Museum und eine Publikation gewidmet. 2023 waren ihre Werke in der Ausstellung Wolken und Licht. Impressionismus in Holland im Museum Barberini in Potsdam ausgestellt.